# Houses in Motion
«Houses in Motion» (с англ. — «Дома в движении») — песня американской рок-группы Talking Heads, представляющая собой второй и финальный сингл с альбома Remain in Light. Альтернативный микс песни был выпущен на виниле 5 мая 1981 года и занял 50-е место в чарте UK Singles Chart.

## Запись
«Houses in Motion» была сочинена группой вместе с продюсером Брайаном Ино в студии Compass Point Studios на Багамах летом 1980 года. Вернувшись в Нью-Йорк фронтмен и основной автор текстов коллектива Дэвид Бирн перемикшировал песню. Мелодия композиции включает духовую секцию Джона Хасселла. Обложка сингла создана дизайнером Томи Вроблевски. На его второй стороне расположена песня «Air» из третьего студийного альбома группы Fear of Music.

## Список композиций
1. «Houses in Motion» — 4:33
2. «Air» — 3:34

- Издание сингла на 12-дюймовом виниле содержит дополнительную концертную версию «Houses of Motion».

## Концертные исполнения
Talking Heads регулярно исполняли эту песню на концертах в период с августа 1980 по декабрь 1983 года. Запись, сделанная в ноябре 1980 года в клубе Emerald City города Черри-Хилл, штат Нью-Джерси, была включена в концертный альбом группы The Name of This Band Is Talking Heads 1982 года.

## Чарты
| Чарт (1981)         | Высшая позиция |
| ------------------- | -------------- |
| Irish Singles Chart | 26             |
| UK Singles Chart    | 50             |